# En afgrund af frihed
En afgrund af frihed er en dansk film fra 1989.
- Manuskript og instruktion Peter Eszterhás efter en roman af Bo Green Jensen.

Blandt de medvirkende kan nævnes:
- Christine Skou
- Anne Herdorf
- Jeppe Kaas
- Waage Sandø
- Karen Margrethe Bjerre
- Michael Lindvad
- Merete Voldstedlund
- Dick Kaysø
- Elin Reimer
- Finn Storgaard
- Jens Arentzen
- Kim Bodnia
- Paul Hüttel
- Henrik Larsen
- Jørgen Kiil